# Grygla (Minnesota)
Grygla est une ville américaine située dans le Comté de Marshall, dans le Minnesota. Selon le recensement de 2010, sa population est de 221 habitants.